# Mišo Suchý
Mišo Suchý (* 10. července 1965) je slovenský režisér a fotograf.

## Životopis
Po vystudování Gymnázia na ulici Ladislava Sáry, začal studium na Vysoké škole múzických umění, obor dokumentární film. Na škole natočil několik krátkých filmů jako Nedeľa (1985), Neplačte Vy, mamko moja (1986) a Obed u mamy (1986). Během studia se poznal s Lidka Mychajluk, stipendistkou z Ameriky, do které se zamiloval av roce 1988, ještě během studia posledního ročníku a krátce po dokončení svého diplomového filmu Džavas mange dlugone dromeha – Šel jsem dlouhou cestou, za ní odešel do USA. V Americe zůstal déle než mu dovolovala tehdejší „vycestovací doložka“ a tak se až do listopadu 1989 stal persona-non grata (nežádoucí / nechtěná osoba). V USA začal pracovat na diplomové práci o americkém filmaři Fredericku Wisemanovi, kterou obhájil roku 1990 a tak úspěšně dokončil studium na VŠMU. Dnes žije v Americe i s Lidkou a mají spolu dvě děti, Mykolu a Marka. Působí jako pedagog na Syracuse University ( stát New York), kde přednáší na College of Visual and Performing Arts, v oddělení s názvem Department of Transmed, které je zaměřeno na počítačové umění, film, fotografii a video art. Vedle práce vysokoškolského pedagoga se však stále věnuje natáčení.

## Dokumentární tvorba
Absolventský film Džavas mange dlugone dromeha (Přicházím dlouhou cestou) je portrét Romů žijících na okraji společenského zájmu tehdejší doby. Ve filmu je vyobrazena Romská živelnost a snaha systému k jejich nápravě. Na filmu spolupracoval s kameramanem Máriem Homolkou a o střih se postarala Kateřina Palatinusová. Film získal na festivalu v Čadci Zvláštní cenu poroty. V roce 1993 natočil film O psech a lidech o jeho cestě napříč Amerikou. O kameru a střih se postarali také Homolka a Palatinusová. V jeho dalším filmu Transmiting Baba (Virtuální babička) z roku 2001 začíná experimentovat s novými možnostmi video technologie. Film Home movie: Diary of my American-born son (Home Movie: domácké kinečko o domě a domově), natočený o dva roky později zobrazuje jeho život v zahraničí, ale i vnímání domova po návratu za rodinou. Rodinné situace jsou také doplňovány koláží starých fotografií či pohlednic. O střih se postaral slovenský dokumentarista Marek Šulík. Film Ikonopis nebo Pictograph (jde o jeden a tentýž film, v roce 2004 vznikla digitální verze v roce 2007 i 35 mm kopie) je obrazem dvou umělkyň a je poskládán z barevných lidových kreseb a černobílých fotografií. Další dílo z roku 2009, Giving voice je hudebním dokumentem o pěveckém sboru, působícím v metropolitní oblasti Syracuse. Nejnovější film Miša Suchého, Návraty, je součástí unikátního slovenského projektu Slovensko 2.0, který je složen z deseti desetiminutových filmů různých žánrů (animovaný film, dokumentární film, hraný film, či experimentální film), deseti slovenských filmařů (Ondrej Rudavský, Martin Šulík, Juraj Herz, Peter Krištúfek, Zuzana Liová, Zuzana Liová, Viera Čákanyová, Iveta Grofová, Mišo Suchý, Miro Jelok). Ve filmu Návraty, Suchý zobrazuje svůj příchod z Ameriky na Slovensko za rodinou, spolu s jeho syny a zachycuje tak na kameru společné chvíle jeho dětí a rodičů. Do slovenského dokumentárního filmu přinesl nový pohled na téma exilu / emigrace a rovněž představil v slovenském audiovizuálním prostředí nové možnosti tvůrčího využití digitálních technologii pro nízkorozpočtovou a nezávislou tvorbu. Jeho filmy také byly uvedeny na několika významných filmových festivalech, například v New Yorku, Chicagu, Paříži, Edinburghu, Oberhausenu, Krakově či Jihlavě.

## Fotografická tvorba
Fotografovat začal na Gymnáziu, na kroužku který vedl Bohumír Puskailer a na VŠMU se o fotografií učil od Alexa Štrelinger (fotograf a kameraman). První výstavu fotografii, i spolu s Lidka Mychajluk, měl na VŠMU. Výstavy otvíral Martin Švestka (významný slovenský dokumentarista, režisér, scenárista a etnograf). Fotografii se snažil využít i ve svých filmech, protože mnohé z nich kombinují pohyblivé a nepohyblivé obrázky (still photos). Je autorem knihy fotografií s názvem Když jsem byl a nebyl doma, kterou vydali v roce 1997 Národní osvětové centrum a nadace FOTOFO, Bratislava. V knize uvádí např. fotky z vojenské přípravy, sérii fotek z východního Slovenska s názvem U cikánů, či Psí výstavy, vyfotografovány v USA. Tyto fotografie sloužily i jako jistý „skicák“ k filmům Prošel jsem dlouhou cestu a Psí výstavy, a existují i jako samostatné výstavy: The Photographers 'Gallery, London; Washington Project for the Arts, Washington DC. Kniha obsahuje i doprovodný text Miša Suchého a je v dvojjazyčné verzí (slovenský, angličtina), protože se vázala na dva různé jazykové a kulturní kontexty. Kniha obsahuje také doslov Václava Macek (slovenský kritik a teoretik, autor četných monografií o slovenské fotografií a filmu). Fotografie Miši Suchého byly publikovány ve více časopisech jako GEO, National Geographic a také jsou ve veřejných sbírkách International Museum of Photography and Film, Rochester v New Yorku av sbírce Slovenské národní galerie v Bratislavě.

## Filmografie
- Nedeľa (Československo, 1985)
- Neplačte Vy, mamko moja (Československo, 1986)
- Obed u mamy (Československo, 1986)
- Džavas mange dlugone dromeha /Prichádzam dlhou cestou (27´, Československo, 1988)
- O psoch a ľuďoch /About Dogs and People (44´, SR, 1993)
- Transmitting Baba /Virtuálna babička (19´, SR, 2001)
- Home Movie: domácke kinečko o dome a domove/ Home Movie: a diary for my American-born son (52´, SR/USA, 2003)
- Short Film for Lida / Kratky film pre Lidku (5´, SR/USA, 2004)
- Ikonopis (22´, SR/USA, 2004)
- Pictograph (21´, SR/USA, 2007)
- Giving Voice (30´, USA, 2009)
- Slovensko 2.0 (10´, SR, 2014)